# Fernando Bolívar
Fernando Simón Bolívar Tinoco (Caracas, 1809 - Ibídem, 27 de octubre de 1898) fue hijo reconocido de Juan Vicente Bolívar Palacios, hermano de Simón Bolívar, con Josefa María Tinoco del Castillo. Tras la muerte de su padre en 1811, Fernando se convirtió en uno de los familiares preferidos de su tío, Simón Bolívar, de quien fue edecán, secretario privado y confidente. Fernando fue uno de los herederos del Testamento de Simón Bolívar.

## Biografía
En 1822 Simón Bolívar ordenó al General Carlos Soublette llevar a Fernando a estudiar a Estados Unidos, escribiendo para la ocasión el denominado Método que se debe seguir en la educación de mi sobrino Fernando Bolívar, una lista de recomendaciones pedagógicas para las autoridades universitarias estadounidenses. En Filadelfia asistió a la Germantown Academy como institución preparatoria, y tras considerar a West Point como centro de educación superior, finalmente se decidió por la Universidad de Virginia fundada en 1819 por Thomas Jefferson. Simón Bolívar envió el documento ya mencionado a la universidad, cuya copia aún se conserva junto a otros documentos de su estadía en la colección de documentos de la Alderman's Library. En la carta, se menciona, por ejemplo, que la educación de Fernando debía incluir "idiomas modernos, sin descuidar el suyo", razón por la cual la Casa Bolívar de dicha Universidad está dedicada al idioma español. También en la biblioteca, se encuentra una copia del texto "Recuerdos y reminiscencias" publicado en París en 1873, y donde Fernando describe sus días en la universidad. 
Después del primer año en la universidad, Fernando Bolívar se vio obligado a abandonarla cuando el banco que manejaba sus fondos en Estados Unidos se declaró en quiebra. El entonces presidente James Monroe le ofreció vivir en una casa de ladrillo en el campus de la universidad donde tenía su bufete de abogados (ahora el Monroe Hill/Brown College), pero Fernando decidió regresar a Venezuela en 1828. Después de una breve estadía en Caracas viajó a Santa Fe de Bogotá, donde el 25 de septiembre de 1828 presenció el atentado contra Simón Bolívar en el palacio de San Carlos. Tras el incidente, Fernando permaneció en el séquito de su tío hasta su muerte en Santa Marta, Nueva Granada (actual Colombia), el 17 de diciembre de 1830. Desde 1834 hasta 1840 Fernando vivió en Europa, y a su regreso a Venezuela, vivió en Chirgua, estado Carabobo, en terrenos heredados de Simón Bolívar.
La vida posterior de Fernando Bolívar tuvo poca figuración en la vida pública de Venezuela excepto por episodios aislados y sin efecto para la época. 
Cuando se preparaba el traslado a Caracas de los restos de Bolívar, solicitó ante el gobierno de José Antonio Páez el 3 de septiembre de 1842, el honor de formar parte de la Comisión que debía repatriarlos, lo cual le fue negado alegando falta de cupo en el buque designado, la goleta de guerra Constitución. Al instalarse en 1843 en Valencia la «Sociedad Boliviana», actuó como su primer secretario. En 1850 hizo imprimir en la misma ciudad de Valencia un polémico folleto titulado Cuestión política y filantrópica, en la cual abogaba por la abolición de la esclavitud. En 1855, hallándose en Caracas, le escribió una carta al general Tomás Cipriano de Mosquera, quien dirigía los destinos de la Nueva Granada, incitándole a encabezar un movimiento de opinión en fin de reconstituir la antigua República de la Gran Colombia, que se había disuelto al morir el Libertador en 1830; decía en su carta: «...no ha muerto, sino vive en la historia, en el corazón de muchos y representada por sus hijos...». Al estallar en 1859 la Guerra Federal, manifestó sus simpatías hacia los revolucionarios Ezequiel Zamora y Juan Crisóstomo Falcón. Más tarde viajó extensamente por el Viejo Mundo y residió durante varios años en Barcelona (España) y en París (Francia); en esta última ciudad publicó en 1868 con el seudónimo «Rivolba» (anagrama de su apellido) las Cartas de un americano, en una de las cuales se mostró un decidido defensor de los derechos de la mujer a la educación, inclusive la universitaria. En Barcelona publicó también en 1870, por primera vez, una parte del Diario de Bucaramanga (redactado por Luis Perú de Lacroix), poniéndole el título de Efemérides colombianas  una de las fuentes históricas más importantes de la historia de Venezuela. En 1873, en la misma ciudad, publicó su obra Recuerdos y reminiscencias del primer tercio de la vida de Rivolba, páginas autobiográficas dedicadas a sus hijos y sobrinos en las cuales relata sucesos de los primeros 20 años de su vida, es decir, hasta 1830, cuando falleció el Libertador y Fernando quedó, como él mismo lo dice, «...huérfano [de padre] por segunda vez...».  Se desconoce la fecha de su regreso a Venezuela, que ocurrió poco antes de su muerte en 1898. En su testamento de 1895 declaró tener tres hijos, uno con su esposa Altagracia Gautier Báez, y otros dos fuera del matrimonio.

## La venta de los documentos personales de Fernando Bolívar
El 29 de mayo de 2008, el diario El Nacional de Venezuela reportó que Luis Fernando Bolívar Carreño, tataranieto de Fernando Bolívar Tinoco, puso a la venta en el sitio de subastas electrónicas e-Bay, un cofre con varios de sus documentos personales. Bolívar Carreño fijó el precio inicial de la subasta en 950 mil dólares americanos, pero la misma terminó sin ofertas.
Posteriormente en junio de 2011, nuevamente el archivo histórico es puesto en subasta pero ahora en la Casa Christie’s. Esta vez si se vendió, por la suma de 32.820 Dólares. Comprador Anónimo.
Curiosamente, 20 años antes, en mayo de 1988, un caso similar también involucró a descendientes de Bolívar Tinoco, quienes buscaron subastar documentos y joyas heredadas de Simón Bolívar a través de la casa Christie's de Nueva York. En esa ocasión el escándalo público en Venezuela ocasionó la creación de un grupo de rescate histórico organizado por Alfredo Boulton y a la compra del tesoro por el gobierno de Jaime Lusinchi.

## La Casa Bolívar en la Universidad de Virginia
El 8 de noviembre de 1996, la Universidad de Virginia en Charlottesville, bautizó su residencia para la cultura y el idioma español en la Avenida Jefferson Park como Casa Bolívar Archivado el 5 de julio de 2010 en Wayback Machine., en homenaje a Fernando Bolívar, quien fue uno de los primeros estudiantes de la universidad. 
En el centro existen retratos de Fernando y Simón Bolívar y regalos del gobierno de Venezuela a la universidad.

## Fernando Bolívar en la literatura
En la novela "El General en su Laberinto" de Gabriel García Márquez, Fernando aparece en un papel menor y se le menciona como exestudiante de la Universidad de Virginia fundada por Thomas Jefferson en 1819.